# 永源寺 (中央市)
永源寺（えいげんじ）は、山梨県中央市下河東にある曹洞宗の寺院。山号は豊田山。本尊は釈迦如来。甲斐百八霊場第50番札所。

## 歴史
奈良時代または平安時代に開山された。当寺に所蔵されている位牌によれば、開基は「天徳元年（957年）没の河東（加藤）梵玄」ということになっているが、梵玄は室町時代の人物であり、開山年代とは大幅なズレが生じている。
当初は華厳宗の寺院であったが、後に真言宗に、慶長年間（1596年 - 1615年）に曹洞宗に転宗している。観音堂にある「木造聖観音立像」は国の重要文化財に指定されており、平安時代の作風といわれている。

## 廃寺「明暗寺」
当寺から約1キロメートル南には、かつて「明暗寺（みょうあんじ）」と称する普化宗の寺院があった。普化宗は尺八を吹く虚無僧の所属宗派であったが、明治初期に明治政府によって廃宗処分を受けた。これに伴い明暗寺も廃寺となった。廃寺の際に寺宝などが当寺に移管された。本尊だった普化宗宗祖普化の坐像は全国唯一ものである。
毎年4月29日の「中央市れんげまつり」では、明暗寺にちなんだ虚無僧行列が執り行われている。

## 文化財
- 木造聖観音立像（重要文化財 明治39年9月6日指定）[3]

## 前後の札所
甲斐国三十三観音霊場
1  薬王寺　--　2  永源寺　--　3  光勝寺
甲斐百八霊場
49  大福寺　--　50  永源寺　--　50  歓盛院　 --　51  遠光寺

## 交通アクセス
- 東海旅客鉄道（JR東海）CC 身延線 小井川駅より徒歩18分。